# メロディアン
メロディアン株式会社（英:  Melodian Co.,Ltd.）は、大阪府八尾市旭ヶ丘に本社を置くコーヒーフレッシュやシロップの製造を行う食品メーカーである。
長年にわたり1179kHz、MBSラジオでCMを放送していることでもその名を知られている。

## 主な製品
- コーヒーフレッシュ
  - メロディアンミニ
- コーヒーシロップ

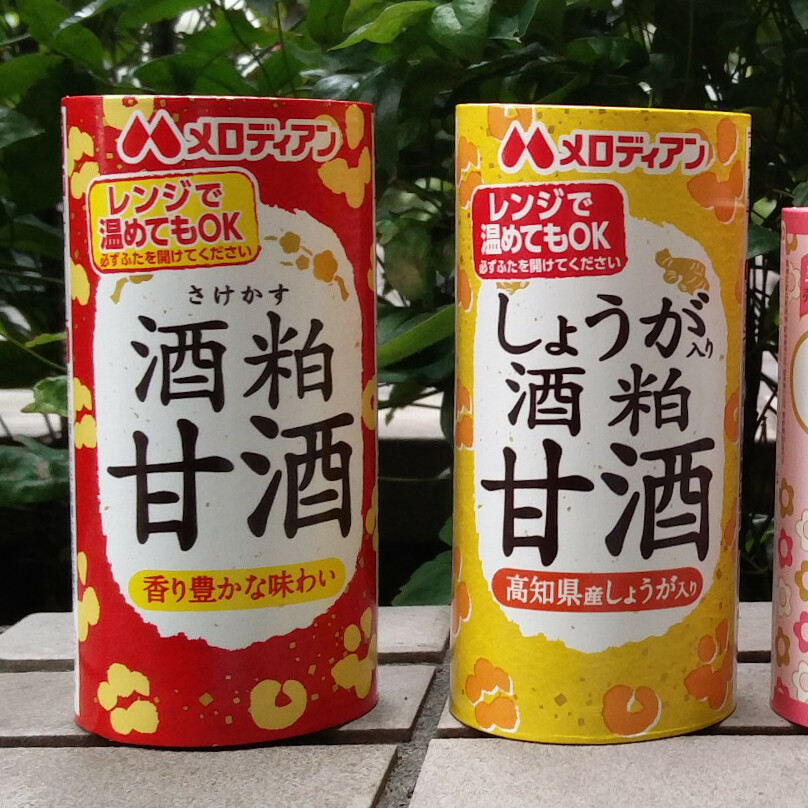
甘酒

  - メロディアンシロップ - 機能性表示食品を展開[2]。
- 健康食品
  - 野菜スープ、玄米黒酢飲料
  - 水素たっぷりのおいしい水（活性水素水（ミネラルウォーター））
- 季節限定商品
  - 「いちごにかけましょ」（苺用コンデンスミルク）
  - 缶入りコーンスープ、甘酒

その他にケーキ・シュークリームなどのデザートも製造している。

## 沿革

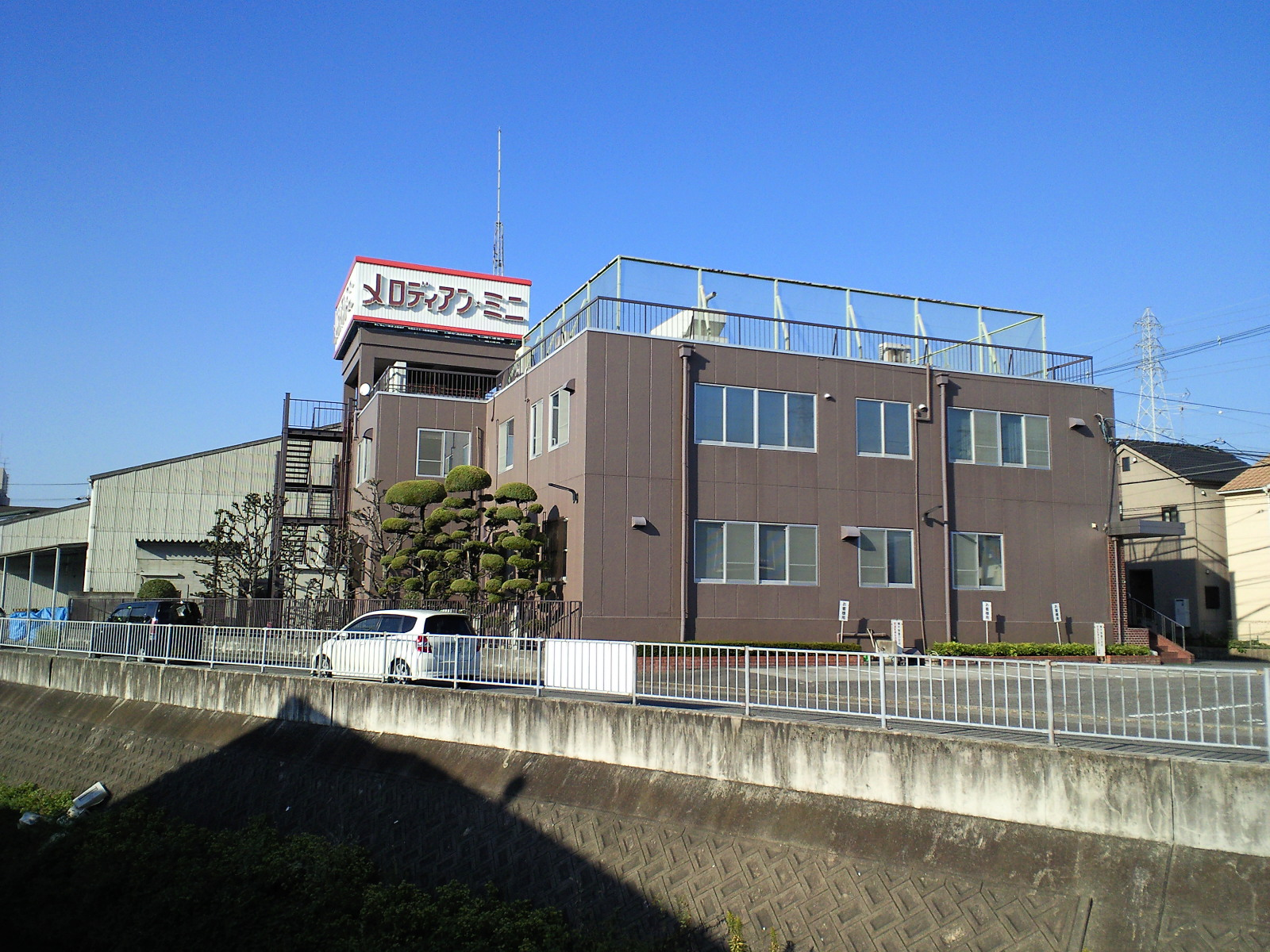
2009年当時の本社社屋。当時は屋上の看板が商品名の「メロディアンミニ」であった。

- 1958年 - 大阪府八尾市に日興乳業を創業
- 1961年 - 資本金100万円で、「日興乳業株式会社」を設立
- 1975年 - 三角パック入りコーヒーフレッシュ「メロディアンミニ」発売開始
- 1977年 - 日本初の、ポーションタイプのコーヒーフレッシュ「メロディアンミニ」発売開始
- 1989年 - 「メロディアン株式会社」に社名変更
- 1991年 - 健康飲料部門参入
- 2006年 - ダイエー100%子会社であった六甲牛乳の全株式を譲受
- 2007年 - 本社の近くに研究所を設置
- 2008年 - 化粧品事業参入

## 研究所・工場・営業所
研究所
- 大阪府八尾市桜ケ丘2丁目128-1

三重上野工場
- 三重県伊賀市白樫2816番6号

関東工場
- 群馬県伊勢崎市三和町2742番1号

営業所
- 東京、愛知、大阪、岡山、福岡に所在する。